# Прайлокаїн
Прайлокаїн (Прилокаїн, прілокаїн; [ˈpraɪləˌkeɪn] ) — місцевий анестетик амідного типу, вперше виділений Клаесом Теґнером і Лефгреном. У своїй ін'єкційній формі (торгова назва Citanest) він часто використовується в стоматології. Він також часто поєднується з лідокаїном як місцевий препарат для дермальної анестезії (лідокаїн/прайлокаїн або ЕМЛА) для лікування такого стану, як парестезія. Оскільки він має низьку серцеву токсичність, його зазвичай використовують для внутрішньовенної регіональної анестезії (англ. IVRA).

## Протипоказання
У деяких пацієнтів орто-толуїдин, метаболіт прайлокаїну, може спричинити метгемоглобінемію, яку можна лікувати метиленовим синім. Прайлокаїн також може бути протипоказаний людям із серпоподібноклітинною анемією, або іншою анемією, симптоматичною гіпоксією.

## Комбінації
Його дають у поєднанні з судинозвужувальним адреналіном під торговою назвою Citanest Forte. Застосовується як евтектична суміш з лідокаїном, 50 % w/w, як лідокаїн/прайлокаїн. Суміш являє собою масло з температурою плавлення 18 °C (64 °F). 5 % -ий емульсійний препарат, що містить по 2,5 % лідокаїну/прайлокаїну, продається під торговою назвою EMLA (абревіатура для евтектичної суміші місцевих анестетиків).

## Додатковий статус
- Фармакопея США[en] 31[4]

## Синоніми
Citanest, Citanest Octapressin, Prilocaine, Prilocaine Hydrochloride, Propitocaine, Xylonest

### ТМ
CITANEST, Citanest Plain Dental, Citanest Plain, Dentsply

### Дженерики
Prilocaine Hydrochloride, Citanest Plain